# Picasa Web Albums
Picasa Web Albums (Álbumes web de Picasa (PWA)) fue un servicio de alojamiento de imágenes y de intercambio de web de Google, a menudo comparado con Flickr y otros sitios similares. El servicio enlaza con el programa de escritorio de organización de fotos de Google, Picasa. Fue descontinuado en mayo de 2016 y sucedido por Google Photos, que no permite compartir álbumes de fotos en la web pública mundial.
Permitió a los usuarios con una cuenta de Google almacenar y compartir fotos en álbumes públicos con una oferta inicial de almacenamiento gratuito de 15 GB, que se comparte con Gmail y Google Drive. El almacenamiento era ilimitado para las fotos con una resolución inferior a 2048x2048 píxeles para los usuarios de Google+, y para las fotos con una resolución inferior a 800x800 para todos los demás. Los videos de menos de 15 minutos tampoco cuentan para el límite. Una vez que el almacenamiento está lleno, las fotos cargadas se redimensionan automáticamente para ajustarse a la resolución para un almacenamiento ilimitado.
El 12 de febrero de 2016, Google anunció que tanto el servicio como la aplicación se suspenderán el 1 de mayo de 2016 y el 15 de marzo de 2016, respectivamente. Los usuarios actuales de la aplicación seguirán pudiendo utilizarla. Se aconsejó a los usuarios existentes del servicio que utilizaran Google Photos, que ya almacena las fotos en Picasa Web Albums y es un nuevo lugar para ver, descargar y eliminar (pero no para editar u organizar) los álbumes junto con sus metadatos que se crearán en el futuro.

## Características
Los usuarios pueden subir imágenes de varias maneras: a través de la interfaz web de PWA en los navegadores compatibles, Picasa 2.5 o posterior en Microsoft Windows, usando el Exportador para iPhoto, el plug-in Aperture to Picasa Web Albums, Uploader en Mac OS X, F-Spot en Linux, o a través de WAManager en el sistema operativo MorphOS, similar a Amiga. Tanto en las cuentas gratuitas como en las de pago, la resolución real de la foto se mantiene, aunque una foto de menor resolución puede ser mostrada por la interfaz web.
En las versiones de Picasa 3 del software, usando la opción de carga de "tamaño original", el tamaño de los píxeles se mantiene igual, pero la compresión JPEG se incrementa significativamente durante la carga en PWA. Como JPEG es un formato "con pérdida", se pierde algo de información (y calidad) de la imagen. Picasa 3.6 añadió una opción para preservar la calidad del JPEG original.
PWA utiliza un enfoque de "número no listado" para los URL de los álbumes de fotos privados. Esto permite al usuario enviar por correo electrónico la URL de un álbum privado a cualquier persona, y el destinatario puede ver el álbum sin tener que crear una cuenta de usuario. Esto se hace a través de una "clave de autenticación" que debe ser añadida a la URL para que el álbum se muestre. Los archivos de la Ayuda de Picasa dicen que los álbumes privados no pueden ser buscados por nadie excepto por el usuario. Existe otra opción de visibilidad denominada "inicio de sesión necesario para ver". Esto hace que el álbum sólo sea visible para aquellos con los que se comparte explícitamente el álbum.
Los anuncios se muestran en las cuentas gratuitas de Álbumes web de Picasa. Las Condiciones del servicio permiten a Google utilizar las fotos subidas para mostrarlas en su sitio web o a través de canales RSS, así como para promocionar los servicios de Google libres de derechos de autor. Además, las condiciones permiten a Google permitir que otras empresas con las que está afiliada utilicen las fotos subidas para proporcionar servicios sindicados. Esta autorización es perpetua y no puede ser revocada por el propietario de las fotos.
Picasa Web Albums se filtró por primera vez el 6 de junio de 2006. Cuando se introdujo, venía con 250 MB de espacio libre. El 7 de marzo de 2007, eso fue actualizado a 1 GB.Como se dijo anteriormente, el almacenamiento es ahora ilimitado para fotos pequeñas y de tamaño modificado. Los usuarios pueden alquilar espacio de almacenamiento adicional (compartido entre Gmail, Google Drive y álbumes web de Picasa) mediante un plan de suscripción mensual de pago. Los planes están disponibles desde 15 GB (gratis) hasta 30 TB (299,99 dólares estadounidenses al mes).
Aunque los usuarios pueden crear álbumes web seguros, Google se niega a corregir un error que comenzó con su "actualización" a Google+: un enlace de Galería no incluido en la lista no se muestra correctamente a menos que el usuario haya accedido a una cuenta de Google. Anteriormente, los usuarios podían compartir su enlace a la Galería sin clasificar con cualquiera, fuera o no usuario de Google.
El 12 de febrero de 2016, Google anunció que la aplicación de escritorio de Picasa sería descontinuada el 15 de marzo de 2016, seguido del cierre del servicio de Álbumes Web de Picasa el 1 de mayo de 2016. Google declaró que la razón principal para retirar a Picasa era que quería centrar sus esfuerzos "enteramente en un solo servicio de fotos", el Google Photos multiplataforma basado en la web. Aunque el soporte para la versión de escritorio de Picasa está terminando, Google ha declarado que los usuarios que hayan descargado el software, o que decidan descargarlo antes de la fecha límite del 15 de marzo de 2016, podrán seguir utilizando su funcionalidad, aunque sin el soporte de Google.